# Malabarský ritus
Malabarský neboli syrsko-malabarský ritus je křesťanský ritus, který se používá v liturgii od prvních staletí našeho letopočtu v jihozápadní Indii, zejména ve státě Kérala. Je blízký východosyrskému ritu, ale od 16. století byl značně ovlivněn římskou liturgií; její prvky se roku 1952 pokusil odstranit papež Pius XII., ve většině malabarských diecézí se však návrat k původní podobě fakticky neuskutečnil. Používá jej Syrsko-malabarská katolická církev a Chaldejská syrská církev, liturgickým jazykem je syrština a od roku 1968 také malajálamština.